# Övre Snäcksjön
Övre Snäcksjön är en sjö i Kungälvs kommun i Bohuslän och ingår i Göta älv-Bäveåns kustområde. Övre Snäcksjön ligger i Svartedalen Natura 2000-område. Sjön är 10,5 meter djup, har en yta på 0,0065 kvadratkilometer och befinner sig 122,1 meter över havet.